# 뉴질랜드 슈퍼클럽 리그
뉴질랜드 슈퍼클럽 리그(영어: New Zealand Superclub League)는 1993년부터 1995년까지 뉴질랜드에서 열렸던 전국 축구 리그 대회이자, 뉴질랜드 내셔널 풋볼 리그의 두 번째 리그였으며, 이후 내셔널 서머 사커 리그로 대체되었다.

## 배경
뉴질랜드 내셔널 풋볼 리그 첫 리그의 23년 역사가 끝날 무렵 일부 클럽이 타 지역으로 이동하는 데 드는 비용으로 인해 어려움을 겪고 있었다. :11, 39문제는 1987년 더니든 시티가 이러한 비용 문제로 리그에서 탈퇴하면서 문제는 더욱 더 심각해졌다. 리그의 최남단 클럽이자 많은 리그 팀이 오클랜드에 기반을 두고 있는 시티 역시 이동 비용과 관련된 재정적 문제로 큰 타격을 받았다.
이러한 우려를 완화하고 비용을 낮추기 위해 북부, 중부, 남부의 3개 지역 디비전으로 각각 10개 팀으로 구성된 새로운 리그 구성이 고안되었다(대회 3번째 시즌에는 중앙 지역 리그가 11개 팀으로 구성됨). 그 다음에는 상위 8개 지역 팀(북부 지역 3개, 중부 지역 3개, 남부 지역 2개)을 포함하는 전국 대회가 이어지며 각 팀은 한 번만 서로 경기를 펼치는 방식이 진행되었다. 이 단계 다음에는 상위 4개 팀 간의 짧은 녹아웃 단계가 이어진다. :6, 17 :39

## 챔피언
서로 다른 세 팀이 3년 동안 각각 1번씩 대회에서 우승했다. 세 팀 모두 이전에 뉴질랜드 내셔널 축구 리그에서 우승했었던 팀이였다.
| 년도 | 지역 리그 크기(N, C, S) | 팀별 지역 경기(N, C, S) | 내셔널 리그 팀 | 팀별 경기 | 우승                 | 준우승               |
| ---- | ----------------------- | ----------------------- | -------------- | --------- | -------------------- | -------------------- |
| 1993 | 10, 10, 10              | 18, 18, 18              | 8              | 7         | 네이피어 시티 로버스 | 와이타케레 시티      |
| 1994 | 10, 10, 10              | 18, 18, 18              | 8              | 7         | 노스 쇼어 유나이티드 | 네이피어 시티 로버스 |
| 1995 | 10, 11, 10              | 18, 20, 18              | 8              | 7         | 와이타케레시         | 와이카토 유나이티드  |

## 리그 대체
대회에 참여하는 팀의 수가 크게 증가함에 따라 진짜 내셔널 리그의 부재로 인해 경기 수준이 크게 떨어졌다고 판단되었다. :43뉴질랜드는 내셔널 리그뿐만 아니라 재정적으로 안정적인 리그도 필요하다고 판단하였다. 이를 위해 해당 대회는 1996년 내셔널 서머 사커 리그로 대체되었다.
1. 1 2 3  Holloway, Bruce. 《The National League Debates》. Hereford Publishing. ISBN 978-0-473-32931-0. 2021년 2월 7일에 확인함.
2. ↑  “Football in New Zealand 1987”. 《RSSSF》. 2021년 2월 12일에 확인함.
3. ↑  “New Zealand Football National Competitions Review”. 《New Zealand Football》. September 2015. 2021년 2월 7일에 확인함.
4. 1 2  Ruane, Jeremy. “National League”. 《The Ultimate New Zealand Soccer Website》. 2021년 2월 12일에 확인함.
5. ↑  “Football in New Zealand 1992”. 《RSSSF》. 2021년 2월 12일에 확인함.
6. ↑  Ruane, Jeremy. “1993 Winfield Superclub Championship”. 《The Ultimate New Zealand Soccer Website》. 2021년 2월 9일에 확인함.
7. ↑  Ruane, Jeremy. “1994 Winfield Superclub Championship”. 《The Ultimate New Zealand Soccer Website》. 2021년 2월 9일에 확인함.
8. ↑  Ruane, Jeremy. “1995 Winfield Superclub Championship”. 《The Ultimate New Zealand Soccer Website》. 2021년 2월 9일에 확인함.